# 매니큐어

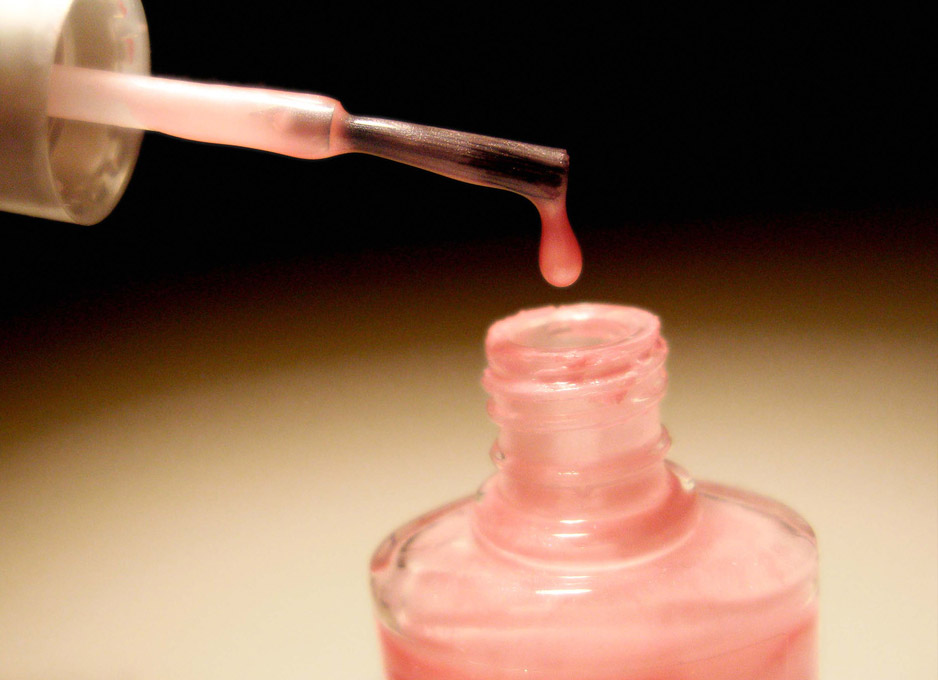
매니큐어(네일 에나멜)

매니큐어(영어: manicure)는 흔히 손톱에 바르는 에나멜을 일컫는 말로 다른 뜻으로는 "손톱과 손을 아름답게 꾸미는 기술"이 있다.

## 정의
매니큐어(manicure)는 집이나 네일샵에서 손톱이나 손을 화장하는 화장품 미용의 한 방법으로 문화어로는 손톱 손질이나 손 관리라고도 한다. 한국에서는 손톱에 칠하는 에나멜 화장품으로 그 뜻이 변질됐다. 행위의 경우  매니큐어라는 낱말은 "손"이라는 뜻의 라틴어 manus와 "돌보다"라는 뜻의 cura에서 비롯한 것이다. 발톱과 발을 관리하는 기술과 그 화장품은 페디큐어(pedicure)라 부른다.

## 역사

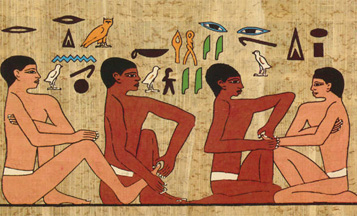
매니큐어를 나타내는 고대 자료

매니큐어의 역사는 약 B.C 3000년 경 고대 중국과 고대 이집트로부터 시작된다. 고대 중국에서 매니큐어는 신분을 나타내는 데에 이용되었으며 왕족들은 주로 검은색과 붉은색 등의 짙은 색으로 손톱을 칠하였다. 주재료는 벌꿀, 계란 흰자위, 그리고 아라비아산 고무나무 액이었다고 한다. B.C 2300년경에 고대 이집트에서도 매니큐어 풍습이 나타나기 시작했는데, 그들은 특히 다리와 발을 가꾸는 것을 중시하였다고 한다. 이 풍습을 묘사한 수많은 벽화들이 파라오의 무덤 내부에 그려져 있다. 이집트인들 역시 매니큐어의 색이 신분을 나타내는 데에 사용되었으며 주로 짙은 색이 높은 신분, 옅은 색이 비교적 낮은 신분을 상징하였다. 또, 전쟁에 참가할 시에는 손톱과 입술을 같은 색으로 칠하였다고 전해진다. 고대 이집트와 중국 이외에 로마 그리스시대에는 매니큐어가 남성의 전유물로 여겨졌으며 17세기 인도에서도 매니큐어가 신분을 표시하는 역할을 하였다. 요즘에 흔히 쓰이는 매니큐어는 20세기에 발명되었다.

## 성분
매니큐어의 성분은 종류에 따라서 달라진다. 하지만 기본적으로 들어가는 성분은 합성수지, 용제, 가소제, 그리고 색소이다. 합성수지로는 니트로셀룰로오스나 비닐계 합성수지가 쓰이며 용제는 아세톤이나 알코올이 쓰인다. 합성수지의 가공성을 향상시키는 가소제로서는 장뇌나 벤조산에틸 등이 쓰인다.

## 유통기한
매니큐어의 유통기한은 보통 1~2년 정도이다. 이 기한을 넘기면 쉽게 굳어질뿐더러 손톱에 발랐을 경우 손톱 특유의 선홍색을 잃을 수도 있으니 유통기한이 지난 매니큐어는 폐기하는 것이 좋다. 만약 굳어진 매니큐어를 다시 사용하고 싶다면 폴리시 시너(polish thinner)를 사용하면 된다. 굳어진 에나멜에 3~4방울 시너를 떨어뜨리면 바르기 좋게 다시 묽어진다.

## 종류

### 베이스코트(Basecoat)
색상이 들어있는 에나멜을 바르기 전에 손톱을 보호하기 위해 자연 손톱에 가장 먼저 바르는 매니큐어이다. 베이스코트는 손톱의 색소 침착을 막아주고 여러 화학성분이 침투하는 것을 막아준다.

### 네일 하드너(Nail hardener)
손톱 강화 및 영양 공급에 필수적인 매니큐어이다. 에나멜을 바르기전에 일이주 정도 이틀간격으로 계속해서 덧바른 다음 에나멜림버(리무버)로 지우면 건강한 손톱 상태에서 에나멜을 바를 수 있다.

### 탑코트
에나멜을 바른 후에 쉽게 벗겨지는 것을 방지하기 위한 매니큐어이다. 에나멜의 광택을 더해주는 역할도 한다.

### 에나멜
기본 매니큐어. 주위에서 가장 흔하게 볼 수 있는 매니큐어 종류이다. 기본 색상 에나멜로부터 시작해서 반짝이가 들어간 글리터(glitter)에나멜, 글리터보다 큰 크기의 반짝이가 들어간 스팽글(spangle)에나멜 등이 있다.

### 퍼퓸(perfume) 매니큐어
기본 에나멜의 강한 냄새를 없애고 그 대신에 향을 첨가해 손톱에 발랐을 때 은은한 향을 풍기는 매니큐어이다.

### 크랙(crack) 매니큐어
일반에나멜 위에 크랙 매니큐어를 덧발랐을 때 크랙네일이 이리저리 갈라지며 무늬를 만든다. 자연 손톱위에 발랐을 때는 갈라지지 않으며 일반에나멜이 약 70% 정도 말랐을 때 위에 덧바르는 것이 가장 효과가 좋다. 네일 샵에 가지 않고도 고급스러운 무늬를 쉽게 만들 수 있도록 해주는 매니큐어이다.

### 매트(matte) 매니큐어
기본 에나멜은 발랐을 때에 광택을 내지만 매트 매니큐어는 무광네일이다. 탑코트를 위에 덧바르게 되면 매트네일의 특성이 보이지 않으므로 매트네일을 사용할 경우에는 탑코트를 생략한다.

### 마그네틱(magnetic) 매니큐어
에나멜에 자석성분이 함유된 매니큐어이다. 손톱에 바른 후 손톱 위로 자석을 움직이면서 무늬를 만들 수 있다.

### 네일패치(Nail patch)/네일필름(Nail film)
바르는 형식이 아닌 붙이는 형식의 매니큐어이다. 밀착력이 좋아 쉽게 벗겨지지 않으며, 손톱 위에 에나멜로 그리기 힘든 무늬를 쉽게 붙일 수 있어 인기가 많다.

### 기타
손톱을 물어뜯는것과 손을 빠는 버릇을 고치기 위한 매니큐어도 있다.

## 건강에 미치는 영향
네일 에나멜은 웬만하면 바르지 않는 것이 가장 좋다. 매니큐어 용기에 정확한 성분이 적혀져 있는 경우가 적은데다가 잦은 에나멜 사용은 착색을 유발하고 손톱을 약하게 만들기 때문이다. 하지만 에나멜을 바른 다면 일주일 이상 유지하지 않는 것이 좋다. 약 5일 정도 에나멜을 바르고 네일 전용 리무버로 지운 다음에 일주일 정도는 자연 상태를 유지하면서 손톱 영양제나 오일을 공급해 주는 것이 손톱 건강에 좋다.
손톱 강화를 위한 네일 하드너도 사람에 따라 알레르기 반응을 일으킬 수 있기 때문에 사용 시에 유의해야 한다.
큐티클 제거는 손톱건강에 좋지 않은 영향을 준다. 큐티클은 손톱을 보호하고 건강하게 자라도록 지지대 역할을 하기 때문이다.

## 같이 보기
- 손톱
- 화장품
- 네일 아트